# Пімонте
Пімонте (італ. Pimonte) — муніципалітет в Італії, у регіоні Кампанія,  метрополійне місто Неаполь.
Пімонте розташоване на відстані близько 220 км на південний схід від Рима, 30 км на південний схід від Неаполя.
Населення — 5985 осіб (2014).
Щорічний фестиваль відбувається 29 вересня. Покровитель — святий Михайло.

## Демографія
Населення за роками:

Станом на 1 січня 2023 року в муніципалітеті офіційно проживали 43 іноземці з 12 країн, серед них 11 громадян країн Євросоюзу та 18 громадян України.

## Сусідні муніципалітети
- Аджерола
- Кастелламмаре-ді-Стабія
- Граньяно
- Позітано
- Скала
- Віко-Екуенсе